# Consularis
Nell'Antica Roma Consularis era un titolo attribuito a quei senatori di rango consolare, cioè coloro che erano stati in precedenza consoli anche onorari. Nella Tarda Antichità, il titolo venne attribuito ad alcuni governatori provinciali.

## Storia
Nella Repubblica romana, il termine [vir] consularis (reso in greco come ὑπατικός, hypatikos) in origine designava un qualunque senatore che avesse rivestito in precedenza la carica di console. Il titolo comportava dei privilegi e onori specifici, ed era un requisito necessario per diverse magistrature: le cariche di dictator e di magister equitum (anche se alcuni casi sembrerebbero smentirlo), la carica di censor nonché il governo di certe province come proconsoli. Il titolo veniva attribuito anche alle loro mogli (consularis femina, in greco ὑπατική or ὑπάτισσα). Lo status di un consularis poteva essere ottenuto senza detenere il consolato, o tramite la adlectio inter consulares o mediante il conferimento delle insegne consolari (ornamenta/insignia consularia), ma ciò ebbe luogo solo in due occasioni nel corso della tarda Repubblica, e divenne di uso comune solo in epoca imperiale.
Sotto l'Impero, diverse magistrature maggiori furono create appositamente per i consulares:
- La posizione di praefectus urbi, governatore di Roma e dei suoi dintorni.
- Sotto Adriano (r. 117–138), l'Italia fu suddivisa in quattro distretti giudiziari, ognuno retto da un consularis. Questa istituzione fu abolita comunque subito dopo la morte di Adriano. L'incipiente provincializzazione dell'Italia riprenderà poi sotto Marco Aurelio, con la sola differenza che, al posto dei quattro consulares, si avranno cinque o più iuridici[2], anch'essi investiti di un potere meramente giuridico-amministrativo, e non militare. Sarà Caracalla, in un'Italia afflitta dal brigantaggio e dalle crisi interne, ad avvertire la necessità di una carica di nuovo conio, di carattere sia amministrativo che militare: il Consularis electus ad corrigendum statum Italiae (più comunemente detto Corrector Italiae); ancora una volta, tuttavia, si tratterà di una magistratura speciale, a riconfermare l'eccezionalità dell'Italia rispetto alle province. La carica sopravvivrà, in varia forma (vari saranno i Correctores, con varia titolatura), sino ai primi anni dell'impero di Diocleziano, quando ancora troveremo un Corrector Italiae: è a questo punto che si compirà la svolta, con la suddivisione dell'Italia in province, ciascuna affidata al proprio Corrector (a un tale ordinamento, farà del resto riscontro, sotto Diocleziano, la divisione delle vecchie province in frusta, a capo dei quali saranno posti dei Iudices). Effimero, invece, il corpo dei XX viri ex senatus consulto rei publicae curandae consulares (due viri per ciascuna delle dieci regioni in cui il Senato aveva suddiviso l'Italia ai tempi della rivolta contro le requisizioni di Massimino il Trace, deciso a marciare sulla Penisola, nel 238 e.v.). [3]
- Sotto Alessandro Severo (r. 222–235), fu istituito un concilio di quattordici consulares, i consulares sacrae urbis, per assistere il praefectus urbi, con ognuno rappresentante una delle quattordici regioni di Roma.
- I consulares operum publicorum, alvei Tiberis et cloacarum, funzionari pubblici (curatores) responsabili delle opere pubbliche, la sicurezza del Tevere e la manutenzione del sistema igienico-sanitario di Roma.

Già in epoca repubblicana, alcune province furono riservate agli ex-consoli. Questa tradizione fu portata avanti anche in epoca imperiale con la suddivisione delle province in Imperiali e Senatorie del 27 a.C. Due delle province senatoriali erano espressamente riservate a consulares, cioè le province proconsolari di Asia e Africa proconsularis. Consulares potevano inoltre detenere il governo delle province imperiali in qualità di delegati dell'Imperatore (legatus Augusti pro praetore), insieme a senatori che non erano avanzati oltre il rango di praetor o governatori equestri, che erano denominati procuratores. Non vi era un sistema prestabilito di assunzione per le province imperiali, ma quelle in cui era di stanza più di una legione in genere erano assegnate a governatori di rango consolare.
Poiché il titolo formale di legatus Augusti non distingueva tra detentori di rango consolare o pretoriano, il primo associò occasionalmente il consularis al proprio titolo, una pratica che divenne di uso comune nel III secolo. Di conseguenza, quest'ultimo titolo, più semplice, cominciò a sostituire il titolo formale, e ad acquisire il significato di "governatore provinciale". Questa evoluzione fu formalizzata dalle riforme di Diocleziano (r. 284–305) e Costantino il Grande (r. 306–337). Oltre al suo significato tradizionale, che designava i detentori del rango consolare, il termine consularis cominciò a designare una classe di governatori provinciali. I suoi detentori superavano per importanza i correctores e i praesides, ma occupavano comunque le ultime posizioni nella gerarchia senatoriale, detenendo il rango senatoriale di vir clarissimus, mentre un detentore di rango consolare era un vir illustris. In diversi casi, alcuni consulares furono elevati al rango di proconsole, mentre Valentiniano I (r. 364–375) e Valente (r. 364–378) conferirono ai consulares di Numidia il diritto eccezionale di essere preceduti da sei invece di cinque Lictores portatori di fasces.
Secondo la Notitia Dignitatum (circa 400), le seguenti province erano amministrate da un consularis:
in quindici province dell'Impero romano d'Oriente
- cinque nella Diocesi d'Oriente: Palaestina Prima, Phoenice, Syria Prima, Cilicia Prima e Cipro
- tre nella Diocesi d'Asia: Pamphylia, Hellespontus e Lydia
- due nella Diocesi del Ponto: Galatia e Bithynia
- due nella Diocesi di Tracia: Europa e Thracia
- tre nella Diocesi dell'Illirico: Creta, Macedonia e Dacia Mediterranea
- la Diocesi d'Egitto—sui generis in quanto dominio della corona imperiale—viene esplicitamente riportato di non averne nessuno

in ventuno province dell'Impero romano d'Occidente
- uno nella Diocesi di Pannonia: Pannonia Secunda
- otto nelle due diocesi italiche: Venetia et Histria, Aemilia, Liguria, Flaminia et Picenum Annonarium, Tuscia et Umbria, Picenum Suburbicarium, Campania e Sicilia
- due nella Diocesi d'Africa: Byzacena e Numidia
- tre nella Diocesi di Spagna: Baetica, Lusitania, Gallaecia
- sei nella Diocesi di Gallia: Viennensis, Lugdunensis Prima, Germania Prima, Germania Secunda, Belgica Prima e Belgica Secunda
- due nella Diocesi di Britannia: Maxima Caesariensis e Valentia

La Notitia riporta il seguente staff (officium) per un consularis dell'Occidente: princeps officii (distaccato dalla prefettura del pretorio), un cornicularius, due tabularii, un adiutor, un commentariensis, un ab actis, un subadiuva, e diversi exceptores e cohortalini, cioè menial staff. Per l'Oriente, l' officium risultava leggermente diverso: princeps officii, cornicularius, commentariensis, adiutor, numerarius, ab actis, a libellis, nonché exceptores e cohortalini.
Il Synecdemus, scritto poco prima del 535, elenca le seguenti province sotto il governo di consulares: 
Europa, Thracia, Macedonia Prima, Creta, Epirus Nova, Dacia Mediterranea, Hellespontus, Phrygia Pacatiana and Phrygia Salutaris, Lydia, Pisidia, Lycaonia, Pamphylia, Lycia, Caria, Pontica Prima (Bithynia), Galatia, Cappadocia Prima, Helenopontus, Cilicia Prima, Cyprus, Syria Prima, Phoenice, Palaestina Prima, Arabia, e una il cui nome è illeggibile.
In seguito alla riconquista del Nordafrica, nel 534, la Tripolitania fu governata da un consularis, mentre il governatore della Numidia fu degradato a praeses. Tuttavia, nel 535 l'imperatore Giustiniano I (r. 527–565) portò avanti una riorganizzazione amministrativa a larga scala. Le province di Palaestina Secunda, Syria Secunda, Theodorias, Osrhoene, Armenia Secunda, Armenia Magna, Cappadocia Secunda, Rhodope, Haemimontus e Augustamnica (in quest'ultimo caso si tratta forse di un errore) vennero poste sotto il governo di consulares, mentre Epirus Nova, Dacia Mediterranea, Phrygia Pacatiana, Galatia, Syria Prima e Arabia vennero posti sotto governatore di altro rango.